# Стародубов Кирило Федорович
Кирило Федорович Стародубов (19 квітня 1904, Москва — 8 жовтня 1984, Дніпропетровск) — радянський український вчений у галузі металургії, металознавства, термічної обробки металів, дійсний член (академік) АН УРСР (1957), педагог і громадський діяч. Депутат Верховної Ради УРСР 3—5-го скликань, заступник голови Верховної Ради УРСР (1951—1963 роки).

## Біографія
Народився в 16 червня 1904 року в Москві в родині службовців. З 1914 року жив у Катеринославі. З відзнакою закінчив класичну гімназію. Трудову діяльність розпочав учнем слюсаря на Брянському металургійному заводі.
У 1928 році закінчив з відзнакою Дніпропетровський гірничий інститут.
З 1925 по 1937 рік працював на Дніпропетровському металургійному заводі імені Петровського. З 1931 року одночасно працював у Дніпропетровському металургійному інституті.
У 1938—1979 роках — завідувач кафедри термічної обробки металів Дніпропетровського металургійного інституту.
У 1941—1944 роках, перебуваючи в евакуації в Магнітогорську, працював на металургійному комбінаті і в гірничо-металургійному інституті. Впровадив технологію виготовлення виливниць з рідкого доменного чавуну, в результаті збільшилося виробництво сталі для військової техніки. Вивчив ефект зміни механічних властивостей в процесі третього перетворення при відпустці, пояснивши його природу — це явище отримало назву «ефект Стародубова».
У 1946 році захистив докторську дисертацію. З 1947 року — член-кореспондент АН УРСР.
У 1947—1953 роках — заступник директора Дніпропетровського металургійного інституту із навчальної роботи.
З 1948 по 1974 рік працював також у Науково-дослідному Інституті чорної металургії Міністерства чорної металургії СРСР: завідувач лабораторії, завідувач відділу термічної обробки сталі.
У 1957 році був обраний академіком АН УРСР.
Доктор технічних наук, професор, видатний вчений в галузі теорії термічної обробки сталі, 45 років в науці, автор 12 монографій, понад 500 наукових робіт, 70 авторських свідоцтв і зарубіжних патентів.
Помер в 1984 році в Дніпропетровську. Похований на Запорізькому кладовищі.

## Пам'ять
На честь академіка Стародубова названа площа в місті Дніпро, де розташований Інститут чорної металургії.
На фасаді будинку, в якому жив і працював Кирило Федорович Стародубов, встановлена меморіальна дошка.
У 2004 році на честь 100-річчя від дня народження К. Ф. Стародубова видавництвом «Марка України» для Укрпошти випущений конверт (художник Олена Іжевська).

## Нагороди
- Орден Леніна (1949)
- Орден Жовтневої Революції (1971)
- чотири Ордени Трудового Червоного Прапора (1953, 1958, 1966, 1974)
- Орден «Знак Пошани» (1945)
- медалі
- Заслужений діяч науки і техніки УРСР (1964)
- Премія Ради Міністрів СРСР в області науки і техніки (1987 посмертно)